# Simone Colombo
Simone Colombo (ur. 28 sierpnia 1963 w Mediolanie) – włoski tenisista, reprezentant w Pucharze Davisa.

## Kariera tenisowa
Zawodowym tenisistą był w latach 1983–1991.
Startując w turniejach rangi ATP World Tour wygrał 1 imprezę w grze pojedynczej i 5 zawodów w grze podwójnej. Ponadto w deblu przegrał 1 finał.
W latach 1987–1988 reprezentował Włochy w Pucharze Davisa rozgrywając w sumie 5 meczów, z których w 1 zwyciężył.
W rankingu gry pojedynczej najwyżej był na 60. miejscu (17 listopada 1986), a w klasyfikacji gry podwójnej na 68. pozycji (11 września 1989).

### Finały w turniejach ATP World Tour
| Legenda                                      |
| -------------------------------------------- |
| Wielki Szlem                                 |
| Igrzyska olimpijskie                         |
| Tennis Masters Cup / ATP Finals              |
| ATP Masters Series / ATP Tour Masters 1000   |
| ATP International Series Gold / ATP Tour 500 |
| ATP International Series / ATP Tour 250      |

#### Gra pojedyncza (1–0)
| Końcowy wynik | Nr | Data             | Turniej       | Nawierzchnia | Przeciwnik   | Wynik finału  |
| ------------- | -- | ---------------- | ------------- | ------------ | ------------ | ------------- |
| Zwycięzca     | 1. | 17 sierpnia 1986 | Saint-Vincent | Ceglana      | Paul McNamee | 2:6, 6:3, 7:6 |

#### Gra podwójna (5–1)
| Końcowy wynik | Nr | Data                | Turniej    | Nawierzchnia | Partner               | Przeciwnicy                       | Wynik finału  |
| ------------- | -- | ------------------- | ---------- | ------------ | --------------------- | --------------------------------- | ------------- |
| Zwycięzca     | 1. | 16 czerwca 1985     | Bolonia    | Ceglana      | Paolo Canè            | Jordi Arrese Alberto Tous         | 7:5, 6:4      |
| Zwycięzca     | 2. | 15 czerwca 1986     | Bolonia    | Ceglana      | Paolo Canè            | Claudio Panatta Blaine Willenborg | 6:1, 6:2      |
| Zwycięzca     | 3. | 5 października 1986 | Palermo    | Ceglana      | Paolo Canè            | Claudio Mezzadri Gianni Ocleppo   | 7:5, 6:3      |
| Finalista     | 1. | 25 września 1988    | Bari       | Ceglana      | Francesco Cancellotti | Thomas Muster Claudio Panatta     | 3:6, 1:6      |
| Zwycięzca     | 4. | 25 czerwca 1989     | Bari       | Ceglana      | Claudio Mezzadri      | Sergio Casal Javier Sánchez       | 0:6, 6:3, 6:3 |
| Zwycięzca     | 5. | 27 sierpnia 1989    | San Marino | Ceglana      | Claudio Mezzadri      | Pablo Albano Gustavo Luza         | 6:4, 6:1      |